# Olfert (handling)
 For alternative betydninger, se Olfert. (Se også artikler, som begynder med Olfert)
En Olfert (på engelsk: wedgie) er et slangudtryk for en handling, hvor en person griber fat om en andens underbukser bagfra og trækker dem op ad ryggen, så stoffet kiler sig ind mellem ballerne. Handlingen sker ofte som en practical joke eller som mobning.

## Variationer
- Atomic wedgie (Atom-olfert): En olfert, hvor underbukserne trækkes helt op over hovedet.[2]

- Tyrkisk olfert (på engelsk: Melvin):[3] En olfert, hvor ofrets underbukser trækkes så langt op ad maven som muligt (det modsatte af en normal olfert). Dette kan bevirke, at ofret falder og slår ryggen.

- Doorknob wedgie[4] (Dørhåndtagsolfert): En olfert, hvor en person bliver hængt op i underbukserne på et dørhåndtag.